# سازه‌های آبی تنگ لوله آب
سازه‌های آبی تنگ لوله آب مربوط به دوره ساسانیان است و در شهرستان چرداول، روستای زنجیره علیا واقع شده و این اثر در تاریخ ۱۷ اسفند ۱۳۸۱ با شمارهٔ ثبت ۷۹۹۲ به‌عنوان یکی از آثار ملی ایران به ثبت رسیده است.